# .jo
.jo es el dominio de nivel superior geográfico (ccTLD) para Jordania.